# (2704) Джулиан Лёве
(2704) Джулиан Лёве (англ. Julian Loewe) — астероид из группы главного пояса. Был открыт 25 июня 1979 года двумя американскими астрономами Элеанорой Хелин и Шелте Басом в обсерватории Сайдинг-Спринг и назван в честь журналиста Джулиан Лёве.

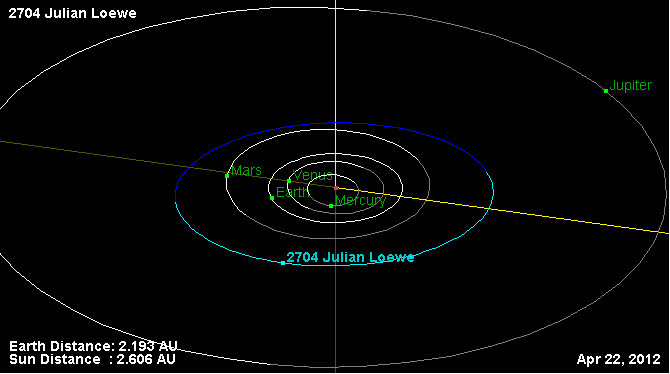
Орбита астероида Джулиан Лёве и его положение в Солнечной системе